# Frederik Wilmann
Frederik Wilmann (* 17. Juli 1985 in Viggja) ist ein ehemaliger norwegischer Radrennfahrer.

## Sportliche Laufbahn
Frederik Wilmann wurde 2003 Dritter beim Straßenrennen der norwegischen Junioren-Meisterschaft. Seit 2005 fährt er für das norwegische Continental Team Maxbo Bianchi. In seiner ersten Saison gewann er jeweils eine Etappe und die Gesamtwertung beim Grenland Grand Prix und bei Fana Sykkelfestival. Außerdem gewann er ein Teilstück bei Eidsvollrittet und wurde bei der Ungarn-Rundfahrt zweimal Etappendritter. 2007 gewann er den Gjøvik Grand Prix und er wurde norwegischer Straßenmeister der U23-Klasse. 
2008 gewann er eine Etappe der Tour de Bretagne Cycliste und 2009 der Tour Alsace. Ebenfalls 2009 entschied er das Rennen Mi-Août en Bretagne für sich. 2011 gewann er den Rogaland Grand Prix und 2014 das Rennen Roserittet.

## Familie
Frederik Wilmann ist der Sohn des ehemaligen Profi-Radrennfahrers Jostein Wilmann.

## Erfolge
2007
- Norwegischer Meister – Straßenrennen (U23)

2008
- eine Etappe Tour de Bretagne Cycliste

2009
- eine Etappe Tour Alsace
- Gesamtwertung Mi-Août en Bretagne

2011
- Rogaland Grand Prix

## Teams
- 2005 Maxbo Bianchi
- 2006 Maxbo Bianchi
- 2007 Maxbo Bianchi
- 2008 Joker Bianchi
- 2009 Joker Bianchi
- 2010 Skil-Shimano
- 2011 Joker Merida
- 2012 Christina Watches-Onfone
- 2013 Christina Watches-Onfone
- 2014 Ringeriks-Kraft